# Rhaphidophora neglecta
Rhaphidophora neglecta är en insektsart som beskrevs av Heinrich Hugo Karny 1930. Rhaphidophora neglecta ingår i släktet Rhaphidophora och familjen grottvårtbitare. Inga underarter finns listade i Catalogue of Life.